# David Theodor Lehmann

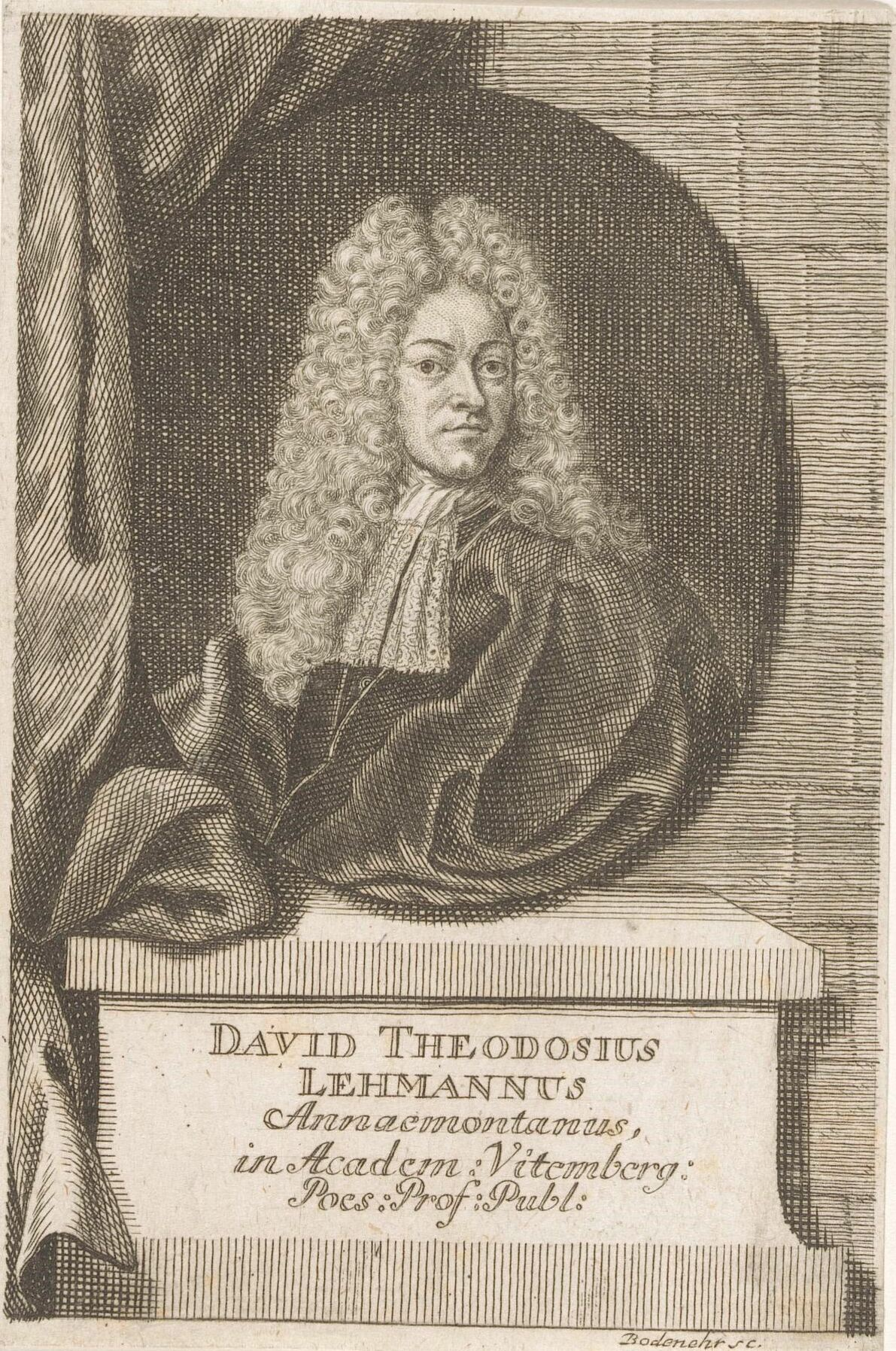
David Theodor Lehmann (Kupferstich von Moritz Bodenehr)

David Theodor Lehmann, auch David Theodosius Lehmann (* 19. März 1686 in Annaberg; † 19. Februar 1715 in Wittenberg) war ein deutscher Literaturwissenschaftler und Philologe.

## Leben
Lehmann war der zweite Sohn des lutherischen Theologen Christian Lehmann d. J. (1642–1723). Der Mediziner Christian Ehrenfried Lehmann (* 1682; † 13. Juli 1712) war sein älterer Bruder. Er immatrikulierte sich am 5. Oktober 1703 an der Universität Wittenberg. Dort erwarb er am 29. April 1706 den akademischen Grad eines Magisters der Philosophie. Nachdem er in Freiberg gewirkt hatte, wurde er am 23. April 1712 Adjunkt an der philosophischen Fakultät der Wittenberger Hochschule. Er besaß ein gutes Geschick in Musik, Malerei und den mechanischen Künsten. Zudem beherrschte er die englische, italienische und französische Sprache.
Als Verfasser lateinischer und deutscher Verse zu Promotionen, Hochzeiten und Begräbnissen, hatte er sich einen guten Namen gemacht. Daher berief man ihn als Nachfolger von Adam Brendel 1713 zum Professor der Poetik. Er strebte jedoch ein theologisches Studium an, doch bevor er zum Doktor der Theologie promovieren konnte und sich im Anschluss einer Bildungsreise durch England und die Niederlande widmen konnte, starb er 1715 im Alter von 29 Jahren. Das von ihm begonnene Werk de Poetis diuini Codicis Interpretibus blieb unvollendet.

## Werkauswahl
- De Māgēn Dāwîd seu clipeo Davidis. Disputatio prior. (Resp. Johannes Gottlieb Dedekind) Goderitsch, Wittenberg 1708. (Digitalisat)
- De Māgēn Dāwîd seu clipeo Davidis. Disputatio posterior. (Resp. Johannes Gottlieb Dedekind) Goderitsch, Wittenberg 1708. (Digitalisat)
- De numis sepulchralibus disputatio historica. (Resp. Christian Friedrich Richter) Meyer, Wittenberg 1709. (Digitalisat)
- De Šimšôn tôḥēn seu de Simsone molitore. (Resp. Georgius Albertus Anthing) Kreusig, Wittenberg 1709. (Digitalisat)
- De ma'alōt Ahāz Seu de Horologio Achaz. (Resp. Christian Ehrenfried Hermann) Schultz, Wittenberg 1710. (Digitalisat)
- Disp. De Orbe picto, seu de Gentibus pulchritudinem adfectantibus per fucum et picturam. Koberstein, Wittenberg 1711. (Digitalisat)
- De Oppositione suspecta. (Resp. Johann Friedrich Tebel) Meyer, Wittenberg 1710. (Digitalisat)
- Casus poetarum tragicos. (Resp. Immanuel Weber) Kreusig, Wittenberg 1714. (Digitalisat)
- Orat. De Philos. Sinensium.[2]
- Progr. De acerbioribus Poetarum Fatis.
- De poetarum praemiis. Wittenberg 1713. (Digitalisat)